# Johann Peter Gustav Lejeune Dirichlet
Johann Peter Gustav Lejeune Dirichlet [péter gústaf ležén dirihlé], nemški matematik, * 13. februar 1805, Düren, Prvo Francosko cesarstvo (sedaj v Nemčiji), † 5. maj 1859, Göttingen, Hanover.

## Življenje
Njegova družina izvira iz mesta Richelet v Belgiji. Odtod izvira tudi njegov priimek »Lejeune Dirichlet« (»le jeune de Richelet« – mladi mož iz Richeleta). Tu je živel tudi njegov ded. V Dürenu je bil njegov oče poštni uradnik.
Po končani gimnaziji v Bonnu (med njegovimi učitelji je bil fizik Georg Simon Ohm) je odšel študirat v Pariz. Menil je, da so tedanje francoske univerze boljše od nemških. Bil je Gaussov učenec. Dirichlet velja za enega od ustanoviteljev sodobne teorije števil. 
Najraje je bral Gaussove Disquisitiones Arithmeticae. Ob njih je postal mojster teorije števil. Po končanih pariških letih je predaval v Wroclawu (Breslau), v Berlinu in nazadnje od leta 1855 do 1859 kot Gaussov naslednik v Göttingenu.
Poročil se je z Rebecco Mendelssohn, ki je izhajala iz ugledne judovske družine. Rebecca je bila pravnukinja filozofa Mosesa Mendelssohna (1729–1786), sestra skladatelja Felixa Mendelssohn-Bartholdyja (1809–1847) ter pianistke in skladateljice Fanny Mendelssohn, kasneje Fanny Hensel (1805–1847).

## Dosežki
Ukvarjal se je tudi s teorijo določenih integralov. Po njem se imenuje nepravi integral:
{\displaystyle \int _{0}^{\infty }{\frac {\sin x}{x}}\mathrm {d} x={\frac {\pi }{2}}\!\,.}
Prvi je raziskal konvergenco Fourierovih vrst in s tem pripravil pot harmonični analizi. 
Znan je njegov Dirichletov pogoj, zaradi katerega se lahko funkcijo razvije v Fourierovo vrsto. Fourierova vrsta funkcije f obstaja na intervalu (0, 2π), konvergira in je na tem intervalu enaka f(x) v točkah, kjer je f(x) zvezna. V točkah, kjer ni zvezna je vsota enaka 1/2 (f(x+0)) + f(x-0)). Ta interval se lahko razdeli na končno mnogo podintervalov, na katerih je funkcija f(x) zvezna in monotona. Funkcija f(x) ima zato lahko na tem intervalu samo končno mnogo točk nezveznosti, ki tvorijo disketno množico.
Leta 1828 je Dirichlet neodvisno od Legendrea najprej delno in potem v celoti dokazal Fermatov veliki izrek za n = 5. Kasneje je dokazal ta znameniti izrek še za eksponent n = 14.
Podal je splošno definicijo funkcije. 
Leta 1837 je posplošil Eulerjevo metodo za dokaz, da v vsakem aritmetičnem zaporedju a, a + k, a + 2k, a + 3k, ..., kjer a in k nimata skupnega faktorja, obstaja neskončno število praštevil. Na Evklidov izrek se lahko gleda kot na poseben primer tega za aritmetično zaporedje 1, 3, 5, 7, ... vseh lihih celih števil. Dirichlet je za to priložnost posplošil Euler-Riemannovo funkcijo ζ tako, da so vsa praštevila ločena v posamične razrede glede na to, kakšen ostanek imajo pri deljenju s k. Njegova spremenjena funkcija ζ ima obliko:
{\displaystyle L(s,\chi )=\sum _{i=1}^{\infty }\chi (i){i^{-s}}\!\,,}
kjer je χ(n) posebna oblika funkcije, ki jo je Dirichlet leta 1831 imenoval »karakter«, in ta deli praštevila na zahtevan način. Vsaka funkcija oblike L(s,χ), kjer je s realno število večje od 1 in χ karakter, je znana kot Dirichletova L-vrsta. Euler-Riemannova funkcija ζ je poseben primer, ki nastane, če se vzame χ(n) = 1 za vse n. Njegov dokaz imajo za začetek analitične teorije števil.
V svojih raziskavah kvadratnih form leta 1850 je uporabil dvorazsežne in trirazsežne Voronojeve diagrame, ki se včasih imenujejo po njem Dirichletovo pokritje.
Njegova Predavanja iz teorije števil (Vorlesungen über Zahlentheorie) je leta 1863 izdal njegov prijatelj in sodelavec Richard Dedekind v 2. knjigah.